# 由布市
由布市（ゆふし）は、大分県のほぼ中央に位置する市である。温泉地として名高い由布院温泉を擁する観光都市である一方、大分市のベッドタウンとしての性格も併せ持つ。

## 地理

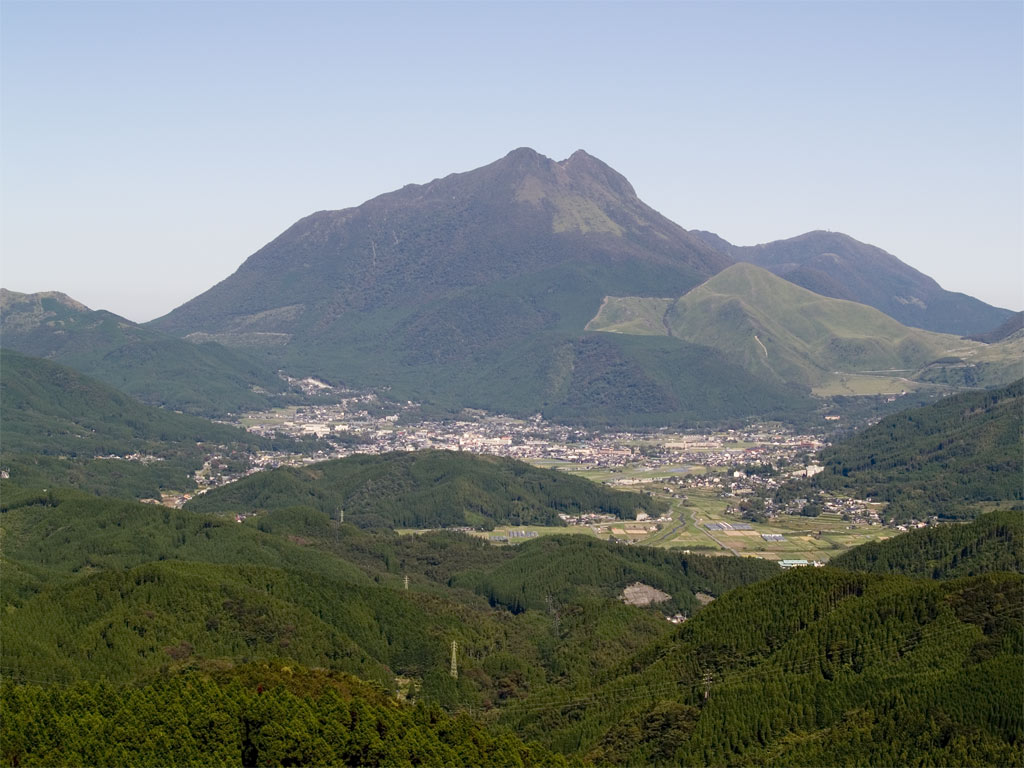
由布岳と麓の由布院温泉

由布市は大分県のほぼ中央に位置し、北部には由布岳・城ヶ岳、南部には黒岳・花牟礼山・時山など標高の高い山岳がそびえる。市の中央部を流れる大分川によって形成された平地付近に市街地が集積しており、源流付近・由布院盆地に旧湯布院町、中流・河岸段丘の左右に旧庄内町、下流・平野部に旧挾間町の市街地を抱える。大分川沿いの市内を国道210号、JR久大本線が縦断しており、旧湯布院町では大分自動車道および大分県道11号別府一の宮線（やまなみハイウェイ、九州横断道路）が交わる。旧庄内町、旧湯布院町の一部の地域は阿蘇くじゅう国立公園の指定を受けている。国道210号沿いの九重町との境界上にある水分峠は九州における中央分水嶺の一つを成しており、由布市側の大分川水系と九重町側の筑後川水系を隔てる。
大分川沿いという繋がりをもつ市域ではあるが、明治期の行政区画においては「旧庄内町・旧挾間町は大分郡」「旧湯布院町は速見郡」として成立した経緯を持つ（その後、昭和期までに現在の市域全体が大分郡に編入された）。大分市への鉄道網が整備された前者側は合併直前においても大分都市圏の変遷に含まれており、一方の後者側は温泉観光地同士を繋ぐ目的もあり別府市との交通網が早くより構成されてきた。現在においても、NTTや九州電力の管轄地域の違いなどで交流地域の名残を確認することが出来る。
全国的に名高い由布院温泉を初め、市内各地に5つの温泉が立地しており、市内の大部分が国民保養温泉地「湯布院温泉郷」に指定されている。

### 気候
瀬戸内海式気候に属しているが、市の大部分が山岳丘陵地域であるため、内陸性の気候の特徴が強く気温差が大きい。観測地点の設置されている旧湯布院町の中心部には盆地が形成されており、気温の日較差が大きい（そのため、放射冷却による朝霧が多発する）。大分自動車道の霧・降雪による交通規制もこの付近の気候の影響を強く受ける。2025年現在、湯布院の観測地点においては熱帯夜が観測されたことがなく、避暑地としても扱われる。
湯布院での観測値
- 最高気温極値（1977/2 - ）35.9℃（2013年（平成25年）8月10日）[2]
- 最低気温極値（1977/2 - ）-13.2℃（2012年（平成24年）2月3日）[2]
- 最大日降水量 - 476ミリ（2005年（平成17年）9月6日）[2]
- 最大瞬間風速 - 29.8メートル（2022年（令和4年）9月18日）[2]
- 夏日最多日数 - 127日（2024年（令和6年））[1]
- 真夏日最多日数 - 64日（2024年（令和6年））[1]
- 猛暑日最多日数 - 3日（1994年（平成6年）、2020年（令和2年））[1]
- 熱帯夜最多日数 - 0日（1977年（昭和52年） - ）[1]
- 冬日最多日数 - 108日（1984年（昭和59年））[1]
- 真冬日最多日数 - 13日 (1980年 (昭和55年))

| 湯布院の気候             | 湯布院の気候 | 湯布院の気候 | 湯布院の気候  | 湯布院の気候  | 湯布院の気候  | 湯布院の気候   | 湯布院の気候   | 湯布院の気候  | 湯布院の気候   | 湯布院の気候  | 湯布院の気候 | 湯布院の気候 | 湯布院の気候     |
| 月                       | 1月          | 2月          | 3月           | 4月           | 5月           | 6月            | 7月            | 8月           | 9月            | 10月          | 11月         | 12月         | 年               |
| ------------------------ | ------------ | ------------ | ------------- | ------------- | ------------- | -------------- | -------------- | ------------- | -------------- | ------------- | ------------ | ------------ | ---------------- |
| 最高気温記録 °C （°F）   | 19.6 (67.3)  | 23.5 (74.3)  | 24.5 (76.1)   | 28.3 (82.9)   | 31.7 (89.1)   | 32.9 (91.2)    | 35.5 (95.9)    | 35.9 (96.6)   | 33.2 (91.8)    | 29.9 (85.8)   | 26.1 (79)    | 21.8 (71.2)  | 35.9 (96.6)      |
| 平均最高気温 °C （°F）   | 7.3 (45.1)   | 9.0 (48.2)   | 12.9 (55.2)   | 18.5 (65.3)   | 23.0 (73.4)   | 25.2 (77.4)    | 29.1 (84.4)    | 29.8 (85.6)   | 26.0 (78.8)    | 21.0 (69.8)   | 15.5 (59.9)  | 9.7 (49.5)   | 18.9 (66)        |
| 日平均気温 °C （°F）     | 2.3 (36.1)   | 3.4 (38.1)   | 6.8 (44.2)    | 11.9 (53.4)   | 16.8 (62.2)   | 20.4 (68.7)    | 24.2 (75.6)    | 24.5 (76.1)   | 20.7 (69.3)    | 15.0 (59)     | 9.4 (48.9)   | 4.1 (39.4)   | 13.3 (55.9)      |
| 平均最低気温 °C （°F）   | −2.2 (28)    | −1.6 (29.1)  | 1.1 (34)      | 5.5 (41.9)    | 10.9 (51.6)   | 16.3 (61.3)    | 20.3 (68.5)    | 20.4 (68.7)   | 16.5 (61.7)    | 9.9 (49.8)    | 4.1 (39.4)   | −0.8 (30.6)  | 8.4 (47.1)       |
| 最低気温記録 °C （°F）   | −12.3 (9.9)  | −13.2 (8.2)  | −10.1 (13.8)  | −4.9 (23.2)   | −0.6 (30.9)   | 5.8 (42.4)     | 10.7 (51.3)    | 12.0 (53.6)   | 3.8 (38.8)     | −1.6 (29.1)   | −5.2 (22.6)  | −9.9 (14.2)  | −13.2 (8.2)      |
| 降水量 mm （inch）       | 59.2 (2.331) | 76.1 (2.996) | 109.6 (4.315) | 121.5 (4.783) | 153.4 (6.039) | 362.9 (14.287) | 355.2 (13.984) | 240.9 (9.484) | 264.6 (10.417) | 117.3 (4.618) | 76.1 (2.996) | 55.4 (2.181) | 1,992.2 (78.433) |
| 平均降水日数 （≥1.0 mm） | 7.8          | 9.2          | 11.8          | 10.3          | 9.6           | 14.8           | 13.7           | 12.0          | 11.6           | 8.1           | 8.4          | 7.9          | 125.1            |
| 平均月間日照時間         | 108.8        | 122.1        | 151.1         | 176.1         | 185.5         | 118.5          | 141.2          | 155.4         | 118.7          | 145.8         | 128.3        | 114.5        | 1,665.9          |
| 出典1：気象庁            |              |              |               |               |               |                |                |               |                |               |              |              |                  |
| 出典2：気象庁            |              |              |               |               |               |                |                |               |                |               |              |              |                  |

### 地形
- 山：由布岳、飛岳、黒岳

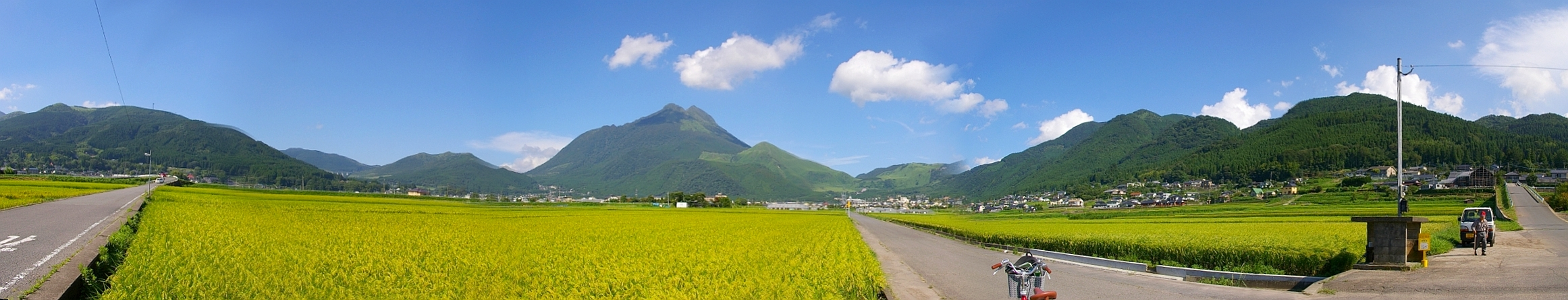
由布市の風景 収穫前の水田と由布岳

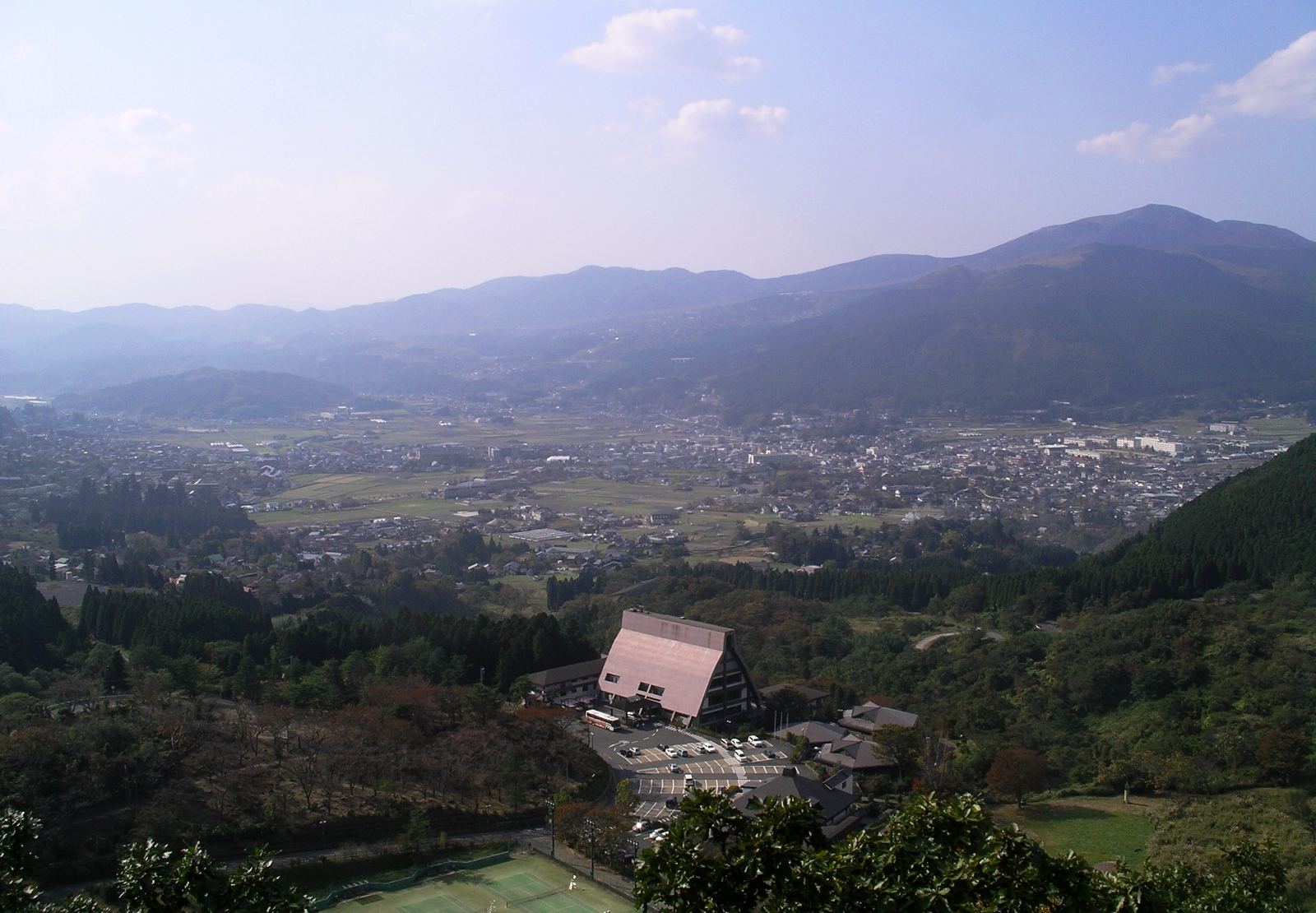
由布岳側より見下ろす由布院盆地

- 川：大分川、阿蘇野川、花合野川、由布川、石城川
- 湖沼：金鱗湖、小田の池、山下湖、男池湧水群

### 隣接する自治体
- 大分市
- 別府市
- 宇佐市
- 玖珠郡玖珠町・九重町
- 竹田市

### 地名
住所表記において、かつての町で使われていた「大字」の表記及び「小字」、番地の枝番を示す「の」が取り除かれた。また、大字の前に合併前の旧町名を冠している。（一例、市役所所在地は大分県由布市庄内町柿原302番地）
挾間町
- 鬼瀬、北方、下市、時松、挾間、向原（以上、旧挟間村）
- 内成、来鉢、高崎、田代、七蔵司（以上、旧石城川村）
- 鬼崎（旧稙田村で大分町より1957年〈昭和32年〉編入）
- 小野、篠原、谷、筒口（以上、旧谷村）
- 赤野、東院、古野、朴木、三船（以上、旧由布川村）
- 医大ヶ丘1丁目～3丁目（東院・古野のそれぞれ一部からなる住居表示実施区域）

庄内町
- 庄内原、高岡、中、長野、西、畑田、平石（以上、旧西庄内村）
- 大龍、五ヶ瀬、龍原（以上、旧東庄内村）
- 柿原、直野内山、野畑、渕（以上、旧南庄内村）
- 櫟木、小挾間、北大津留、西大津留、西長宝、東大津留、東長宝、南大津留（以上、旧阿南村）
- 阿蘇野（旧阿蘇野村）

湯布院町
- 川上、川北、川西、川南、塚原、中川（以上、旧由布院町）
- 下湯平（旧湯平村、下川から改称した地名）
- 湯平（旧湯平村、谷川から改称した地名）

### 市名の由来
豊後国風土記に由布の由来である「木綿」及び「柚富郷」が記されている。平成の合併の過程においては、「由布市」が市名一般公募のうち最多票を得たことで、そのまま選出された。旧湯布院町域の由布院温泉の他に、旧庄内町域・旧挾間町域にまたがる由布川・由布川渓谷など市域の広い範囲に関わりがある。

## 歴史

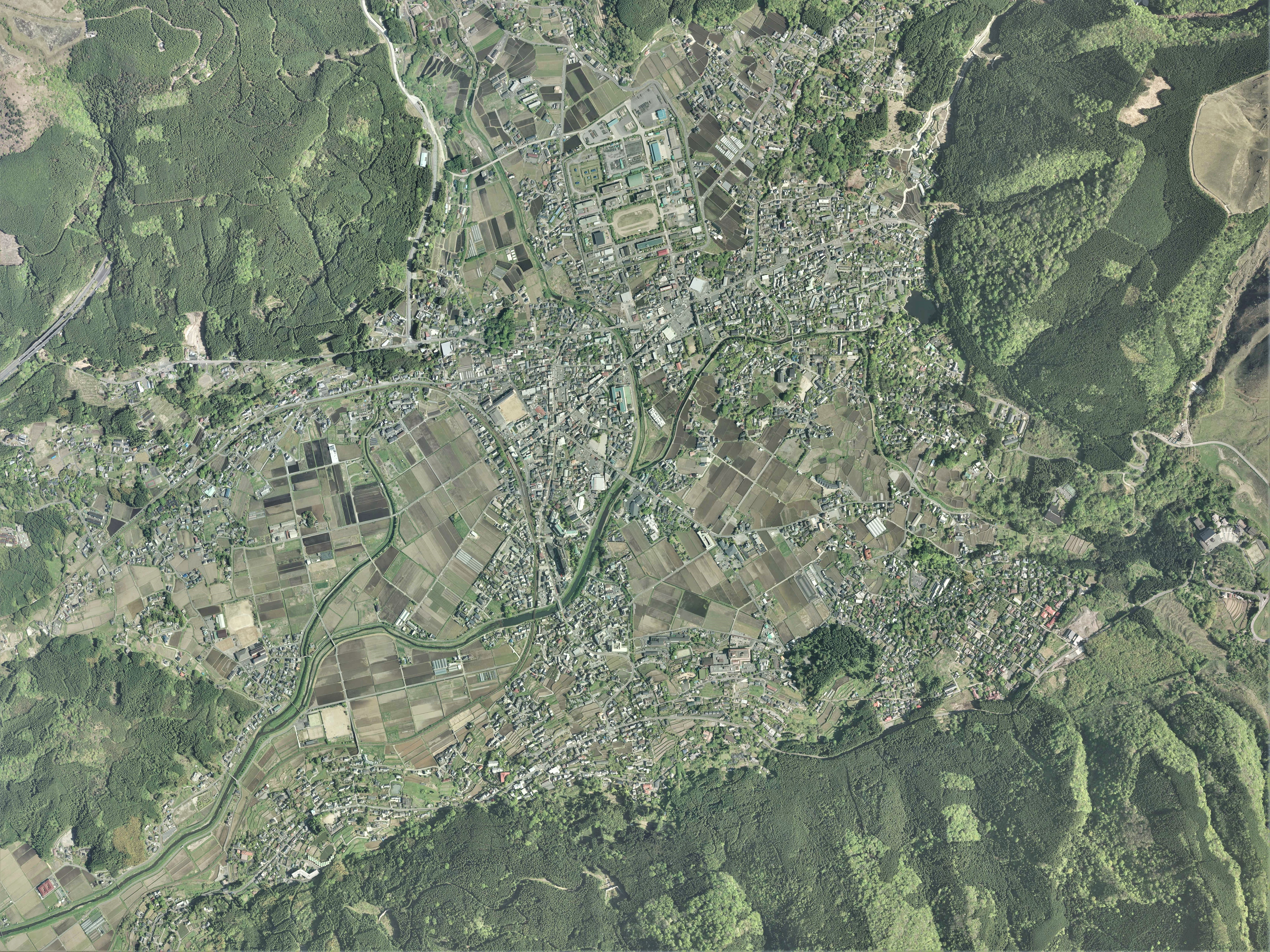
旧湯布院町中心部周辺の空中写真。
2014年5月2日撮影の6枚を合成作成。。

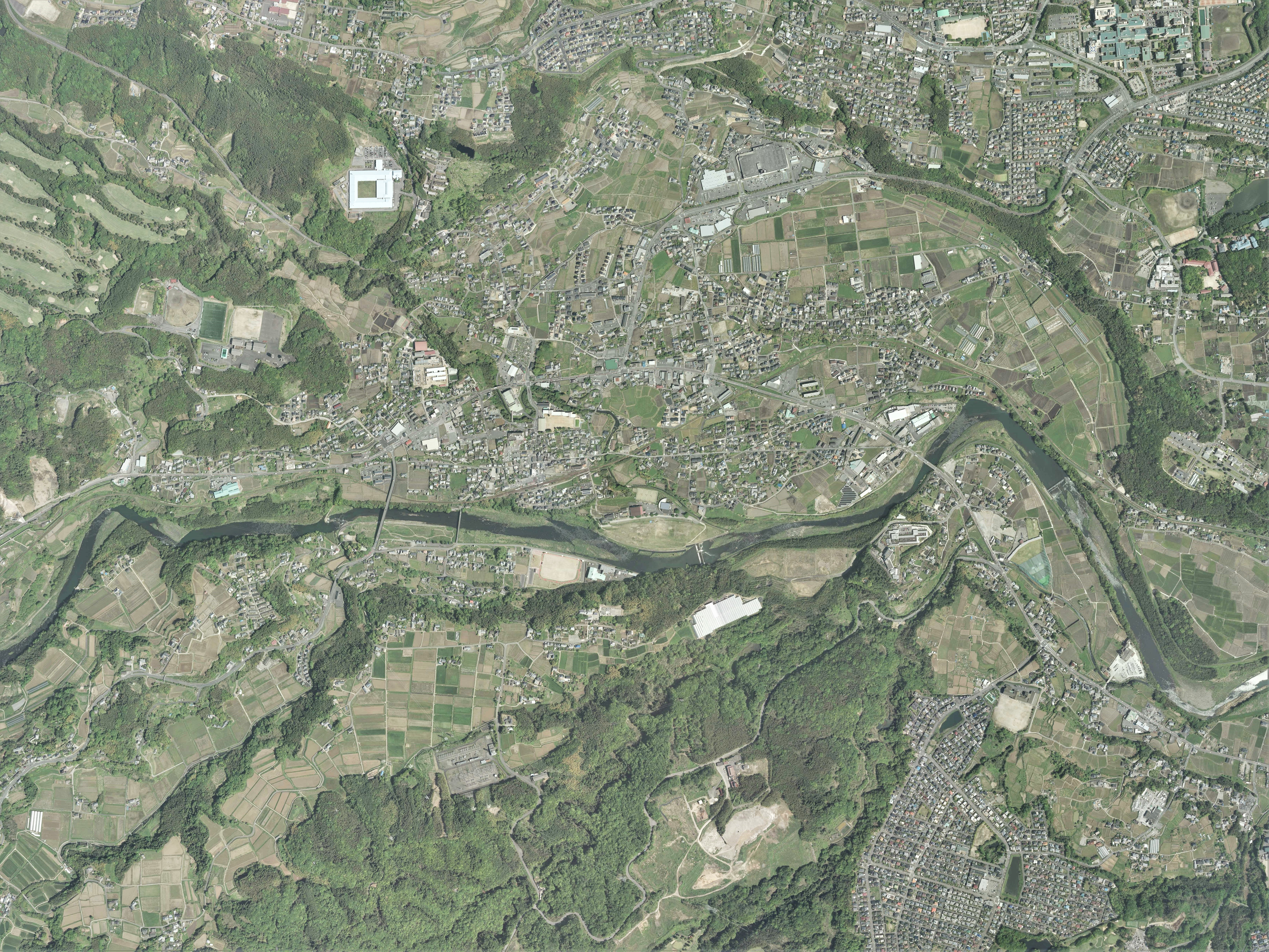
旧挟間町中心部周辺の空中写真。
2014年5月2日撮影の4枚を合成作成。。

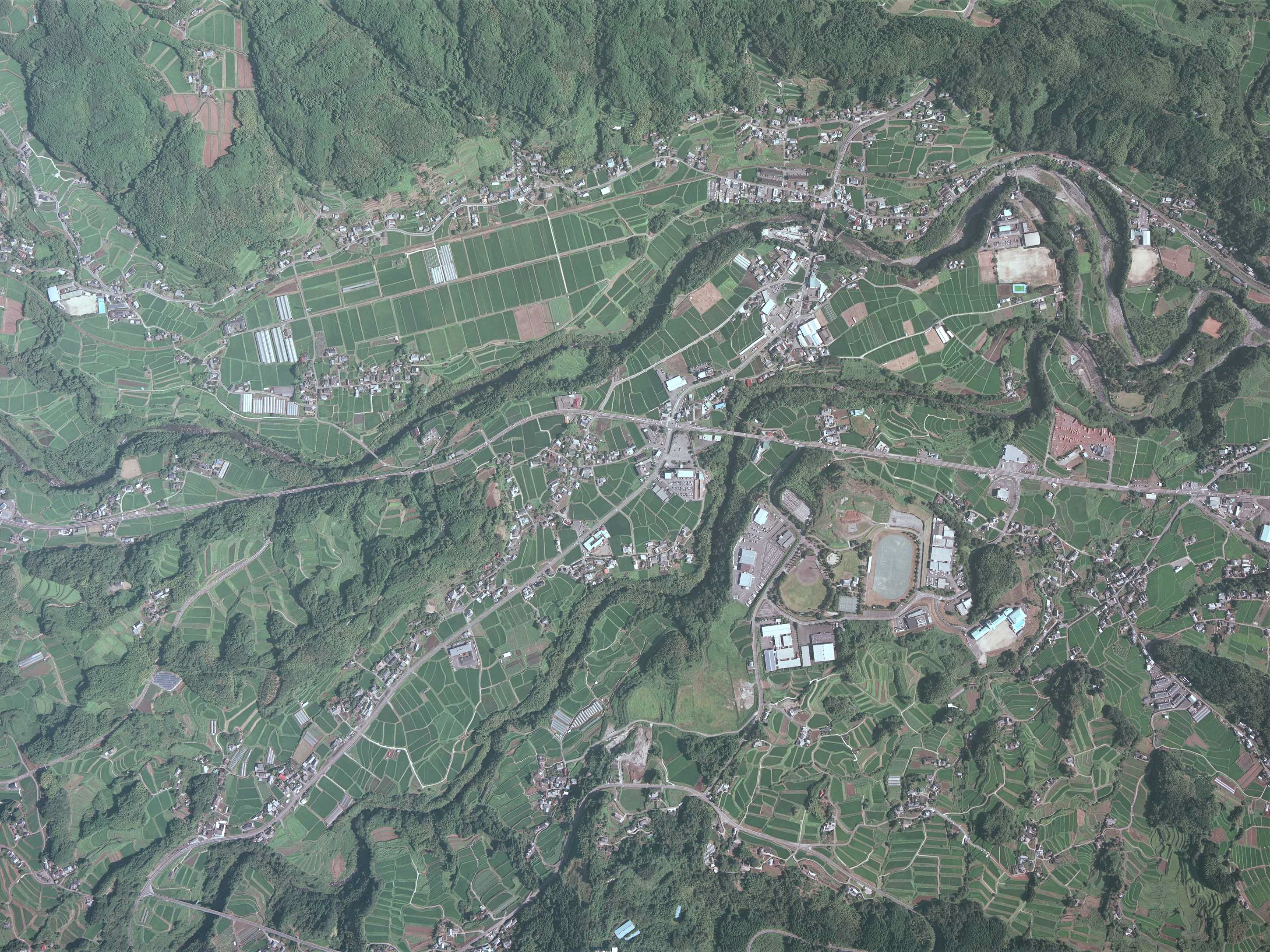
旧庄内町中心部周辺の空中写真。
2013年8月6日撮影。。

### 古代
古墳時代は大分国造、大化以降は豊後国にあり、奈良時代には大分郡の柚富郷と呼ばれていた。城岳（城ヶ岳）、鋒塔山（星岳）、竹中山（黒岩山）の山麓には、平安時代から鎌倉時代にかけて、国司大神良臣の子孫の庶家が、松ヶ尾城、鳥ヶ鼻塞を建造した。

### 中世
鎌倉時代からあとは、国司に変わって守護大名の大友氏が入国したので、大友氏族の武将らと、大神氏族の武将らが衝突したこともあったという（『両豊記10』氏姓遺恨之事）。
安土桃山時代、薩摩の島津軍が豊後国を侵攻したときには、大友氏と大神氏庶家、地元の農民がともに戦いに尽力し、島津軍を撤退させている（天正の戦）。
江戸時代には、地域により大分郡の阿南郷・賀来郷、速見郡の由布郷と呼ばれており、行政はおおむね岡藩が行っていた（『豊後国志』）。

### 近現代

#### 行政区域の変遷
- 1889年4月1日 町村制施行により、現在の市域にあたる以下の村が発足。
  - 大分郡阿南村・東庄内村・西庄内村・南庄内村・阿蘇野村・挾間村・谷村・由布川村・石城川村
  - 速見郡湯平村・北由布村・南由布村
- 1899年3月7日 【所属郡変更】湯平村（速見郡→大分郡）
- 1936年4月1日 【新設合併】北由布村・南由布村→由布院村
- 1948年1月1日 【町制施行】由布院村→由布院町
- 1950年1月1日 【所属郡変更】由布院町（速見郡→大分郡）
- 1954年10月1日 【新設合併】挾間村・谷村・由布川村・石城川村→挾間村
- 1954年11月1日 【新設合併】阿南村・東庄内村・西庄内村・南庄内村・阿蘇野村→庄内村
- 1955年2月1日 【新設合併】由布院町・湯平村→湯布院町
- 1955年4月1日
  - 【町制施行】庄内村→庄内町
  - 【町制施行】挾間村→挾間町
- 2005年10月1日 【新設合併・市制施行】挾間町・庄内町・湯布院町→由布市（同時に大分郡が消滅）

#### 主な出来事
- 2016年4月16日 - 熊本地震の本震（M7.3・最大震度7）が発生し、由布市内の湯布院町川上で震度6弱の強い揺れを観測した[6]。由布市では3人が災害関連死の認定を受け[7]、同年12月6日現在重傷7人、軽傷7人、住家全壊1棟・半壊125棟・一部破損2,295棟、道路・河川・水道・農地・農業用施設等にも多数の被害を出した[8]。この本震以降、大分県中部でも余震が相次ぎ、4月29日には由布市のほぼ直下を震源とするM4.5の地震が発生し震度5強を観測[9]、人的被害はなかったものの由布院駅の天井ガラスが破損した[10]。
- 2024年8月29日 - 台風10号の接近に伴う集中豪雨で市内の河川が氾濫。浸水被害193棟[11]。

## 市政
- 市長：相馬尊重（2017年10月30日就任、2期目）

歴代市長
| 代   | 氏名     | 就任日         | 退任日         | 備考       |
| ---- | -------- | -------------- | -------------- | ---------- |
| 初代 | 首藤奉文 | 2005年10月30日 | 2017年10月29日 | 旧庄内町長 |
| 2代  | 相馬尊重 | 2017年10月30日 | 現職           |            |

議会
定数20

### 平成の大合併
合併後、旧3町の役場は『庁舎』として、市役所の機能を3分割し、それぞれ『庄内庁舎』・『挾間庁舎』・『湯布院庁舎』と呼称してきた。主要業務・市長室等は『庄内庁舎』、市議会・農業委員会等は『挾間庁舎』、教育委員会等は『湯布院庁舎』に設置し、全ての庁舎に地域自治行政の中心となる『地域振興局』を設置していた。しかし、合併後から新庁舎建設・庁舎機能の集約が議論されており、選挙公約としても扱われることがあった。2016年7月19日、庄内庁舎の本館および増築された新館を『本庁舎』として、地域振興局を除くすべての市役所機能・市議会・教育委員会・農業委員会を集約したと同時に、市役所の部長職が廃止された。一方、『挾間庁舎』・『湯布院庁舎』には地域振興局・地域振興課・健康センター・防衛対策室（湯布院庁舎）のみ残し、支所業務を行っている。なお、消防本部については引き続き挾間町に設置している。

### 国政
衆議院小選挙区選挙では、大分2区に属する。直近の第49回衆議院議員総選挙（2021年10月）での選出議員は以下のとおり。
- 衛藤征士郎（自由民主党）

なお、吉川元（立憲民主党）が比例で復活当選している。

### 県政
大分県議会議員選挙では、本市でひとつの選挙区をなす。定数は2人。直近の大分県議会議員選挙（2023年4月）での選出議員は以下のとおり。
- 太田正美（自由民主党）
- 二ノ宮健治（県民クラブ）

## 公共機関

### 国の出先機関
- 農林水産省
  - 林野庁九州森林管理局大分森林管理署 湯布院森林事務所
- 防衛省
  - 陸上自衛隊西部方面隊 第2特科団（湯布院駐屯地）
    - 第8地対艦ミサイル連隊
    - 第301多連装ロケット中隊

  - 陸上自衛隊水陸機動団 水陸機動団特科大隊（湯布院駐屯地）

### 国立大学法人
- 国立大学法人大分大学挾間キャンパス（医学部、附属病院等）

### 県の行政機関
- 大分県中部保健所由布保健部

### 医療
- 大分大学医学部附属病院（特定機能病院指定）
- 独立行政法人地域医療機能推進機構湯布院病院（旧称・湯布院厚生年金病院）

### 警察
- 大分南警察署
  - 湯布院幹部交番

### 消防
- 由布市消防本部

## 地域

### 人口
| |                                        |  |
| 由布市と全国の年齢別人口分布（2005年） | 由布市の年齢・男女別人口分布（2005年） |  |
| ■紫色 ― 由布市 ■緑色 ― 日本全国 | ■青色 ― 男性 ■赤色 ― 女性              |  |
| 由布市（に相当する地域）の人口の推移 \| 1970年（昭和45年） \| 33,804人 \| \| \| 1975年（昭和50年） \| 32,994人 \| \| \| 1980年（昭和55年） \| 34,708人 \| \| \| 1985年（昭和60年） \| 35,945人 \| \| \| 1990年（平成2年） \| 35,119人 \| \| \| 1995年（平成7年） \| 34,773人 \| \| \| 2000年（平成12年） \| 35,248人 \| \| \| 2005年（平成17年） \| 35,386人 \| \| \| 2010年（平成22年） \| 34,702人 \| \| \| 2015年（平成27年） \| 34,262人 \| \| \| 2020年（令和2年） \| 32,772人 \| \| |                                        |  |
| 総務省統計局 国勢調査より |                                        |  |
| 1970年（昭和45年） | 33,804人                               |  |
| 1975年（昭和50年） | 32,994人                               |  |
| 1980年（昭和55年） | 34,708人                               |  |
| 1985年（昭和60年） | 35,945人                               |  |
| 1990年（平成2年） | 35,119人                               |  |
| 1995年（平成7年） | 34,773人                               |  |
| 2000年（平成12年） | 35,248人                               |  |
| 2005年（平成17年） | 35,386人                               |  |
| 2010年（平成22年） | 34,702人                               |  |
| 2015年（平成27年） | 34,262人                               |  |
| 2020年（令和2年） | 32,772人                               |  |

### 教育

#### 大学
- 大分大学挾間キャンパス（医学部）（大分市とまたがっている。）
- 別府大学大分キャンパス（短期大学部）（所在は大分市だが由布市境に接している。）

#### 高等学校
- 大分県立由布高等学校

#### 中学校
市立
- 挾間中学校
- 庄内中学校
- 湯布院中学校

#### 小学校
小規模特認校については市内に限り越境通学可能。
市立
- 石城小学校（小規模特認校）
- 由布川小学校
- 朴木小学校（2011年閉校）
- 挾間小学校
- 谷小学校（小規模特認校）
- 阿南小学校
- 西庄内小学校
- 東庄内小学校
- 阿蘇野小学校（2019年3月閉校）
- 川西小学校（小規模特認校）
- 由布院小学校
- 塚原小学校（小規模特認校）
- 星南小学校（2010年閉校）
- 南庄内小学校（2013年閉校）
- 大津留小学校（2016年3月閉校）
- 湯平小学校（2016年3月閉校）

#### 特別支援学校
- 大分県立由布支援学校（旧庄内養護学校）

#### その他の学校
- 大分県消防学校

## メディア

### コミュニティFM
- ゆふいんラヂオ局
  - 旧湯布院町のコミュニティラジオ局として設立された。合併後に中継局が増設されており、現在は市域のほとんどの範囲で受信が可能。由布市と防災ラジオ協定を締結しており、避難指示などの緊急告知放送を委託。

### ケーブルテレビ局
- 大分ケーブルテレコム

## 交通

### 空港
- 最寄の空港は大分県国東市にある大分空港。
  - 空港特急バス大分交通「湯布院高速リムジンバス」
- また、高速バスゆふいん号により福岡空港にも通じる。

### 鉄道
九州旅客鉄道（JR九州）
- 久大本線

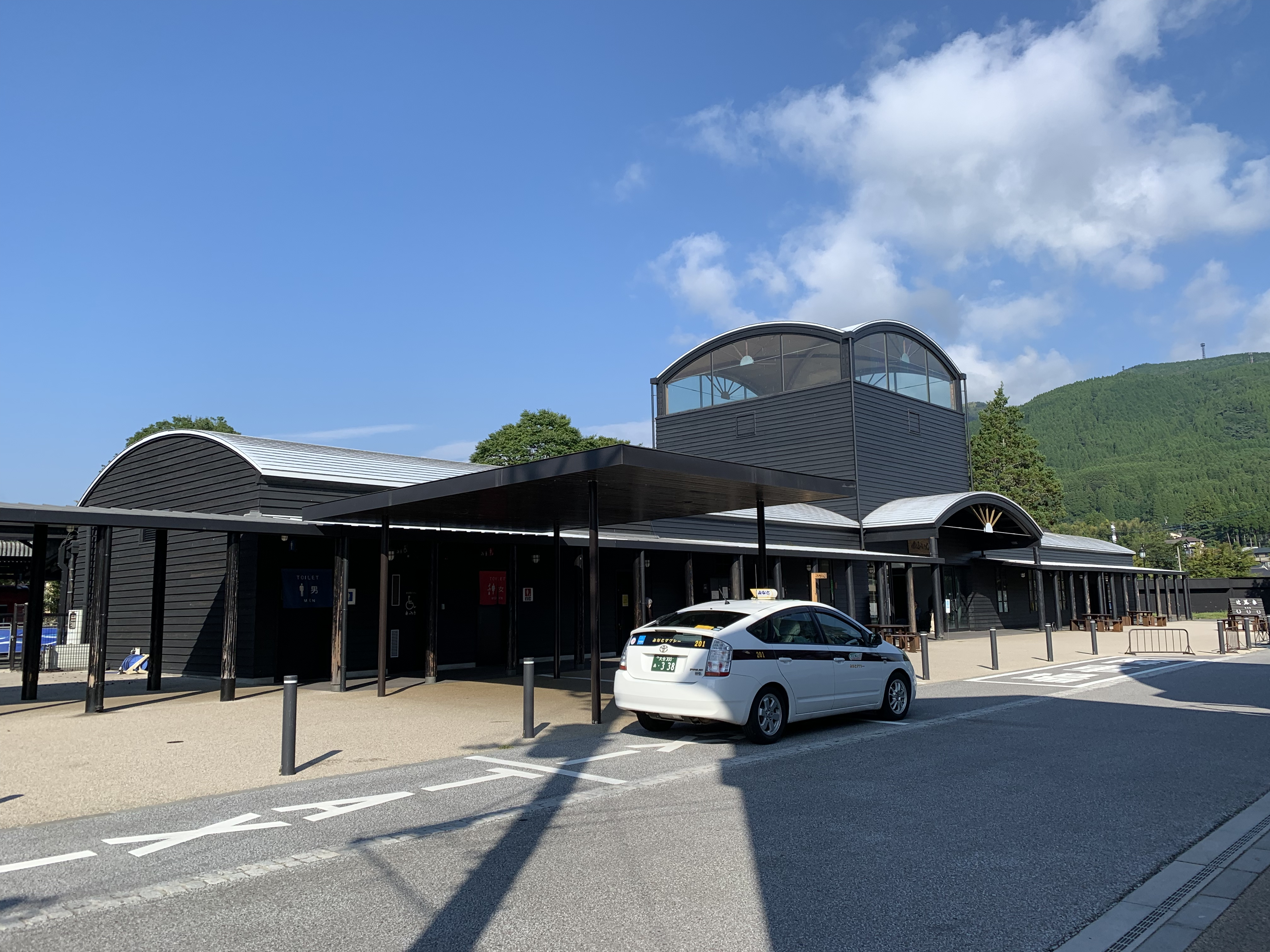
由布院駅

  - 由布院駅 - 南由布駅 - 湯平駅 - 庄内駅 - 天神山駅 - 小野屋駅 - 鬼瀬駅 - 向之原駅

- JTB時刻表では庄内駅を代表駅としている（市役所最寄り駅は天神山駅）。
- 普通列車は由布院駅を境に運行形態が異なる。大分方面に比べ久留米方面は運行本数が激減し、双方向の接続もあまり考慮されていない。

### バス

#### 高速バス
湯布院地区のみ高速バスが発着・経由する。すべて昼行。
| 愛称名         | 運行会社                                  | 運行区間 |
| -------------- | ----------------------------------------- | --- |
| ゆふいん号     | 日田バス 亀の井バス 西日本鉄道            | 福岡市中心部・福岡空港 - 湯布院 （天神高速BT・博多BT・福岡空港国際線・筑紫野（二日市温泉入口）・高速基山 - 高速日田 - 高速天瀬高塚 - 玖珠IC - 九重IC - 道の駅ゆふいん・由布院駅前BC） |
| サンライト号   | 大分交通 大分バス 長崎県交通局 長崎自動車 | 長崎市 - 湯布院 - 別府市・大分市 （長崎駅前・昭和町・諫早IC・高速大村木場・大村IC・高速松原 - 高速甘木 - 高速日田 - 玖珠IC - 湯布院IC - 鉄輪口 - 別府北浜 - 中央通り - 大分新川）     |
| （愛称名なし） | 大分交通 亀の井バス                       | 大分空港 - 湯布院 （大分空港 - 由布院駅前BC） ※途中ノンストップ |

#### 路線バス
一般路線バス
亀の井バス
由布院駅前の由布院バスセンターを中心に、旧湯布院町域で運行する。別府市と由布市を結ぶ36番系統および観光快速バス『ゆふりん号』が通年で運行される。他に九重町の牧の戸温泉と由布院バスセンターを結ぶ路線もある（冬期運休）。
九州横断バス
九州産交バスが運行する定期観光バス。熊本市と別府市を結び、阿蘇・くじゅう・湯布院・別府地域の観光地・主要駅を経由する。由布市内では旧湯布院町域の小田の池と由布院バスセンターに停車する。
大分バス
旧挾間町域と大分市を結ぶバスを運行する。
コミュニティバス
- 由布市コミュニティバス「ユーバス」
- 竹田市コミュニティバス（向之原-長湯-久住線）

### 道路

#### 高速道路
- E34 大分自動車道
  - 9 湯布院インターチェンジ - 9-1 由布岳SIC
  - 由布岳PA
- E10 東九州自動車道
  - 挾間バスストップ（休止中）

#### 一般国道
- 国道210号 - 市内全域が指定区間

#### 主要地方道

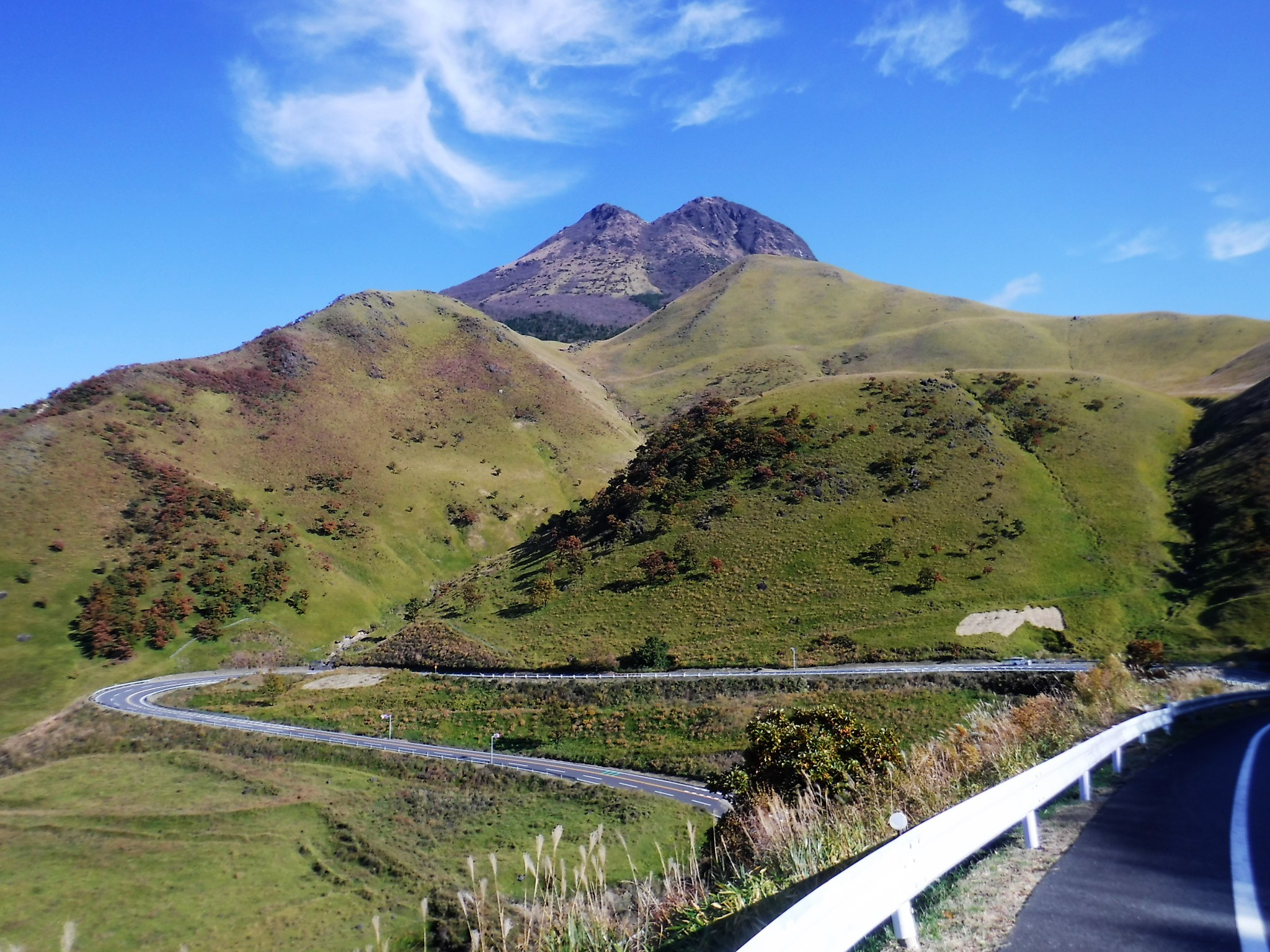
やまなみハイウェイから見た由布岳。右手前の峰は飯盛ヶ城

- 大分県道・熊本県道11号別府一の宮線（やまなみハイウェイ、九州横断道路）
- 大分県道30号庄内久住線
- 大分県道50号安心院湯布院線
- 大分県道51号別府挾間線
- 大分県道52号別府庄内線

#### 一般県道
- 大分県道202号挾間野津原線
- 大分県道207号大分挾間線
- 大分県道216号別府湯布院線
- 大分県道516号向之原停車場線
- 大分県道537号湯平温泉線
- 大分県道601号小挾間大分線
- 大分県道617号鳥越湯布院線
- 大分県道618号龍原挾間線
- 大分県道619号中村別府線
- 大分県道620号東山庄内線
- 大分県道621号田野庄内線
- 大分県道626号中村鬼瀬停車場線
- 大分県道679号川上玖珠線
- 大分県道690号湛水挾間線
- 大分県道696号高崎大分線
- 大分県道719号東長宝西線

#### 道の駅
- ゆふいん

## 観光

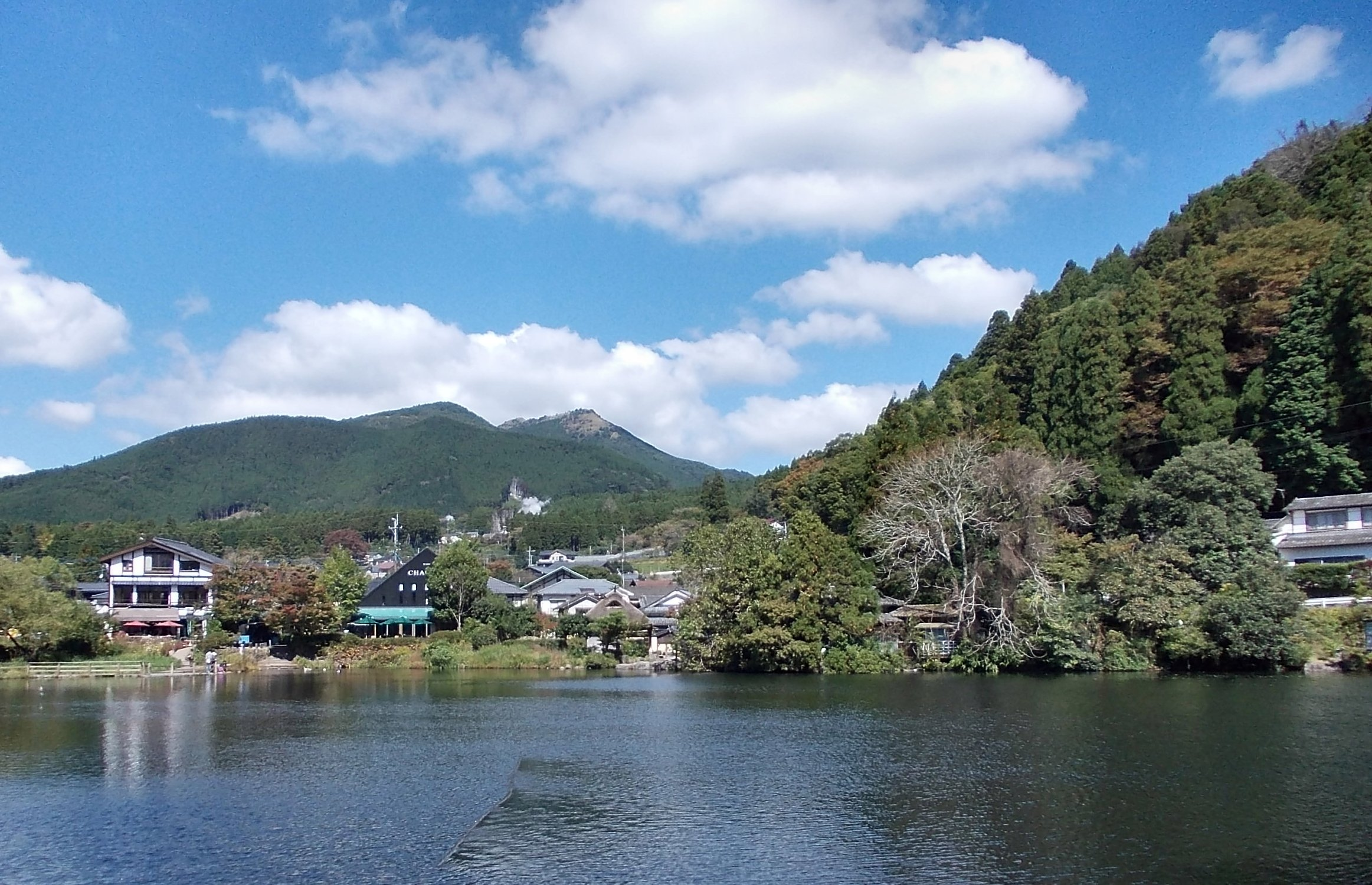
金鱗湖

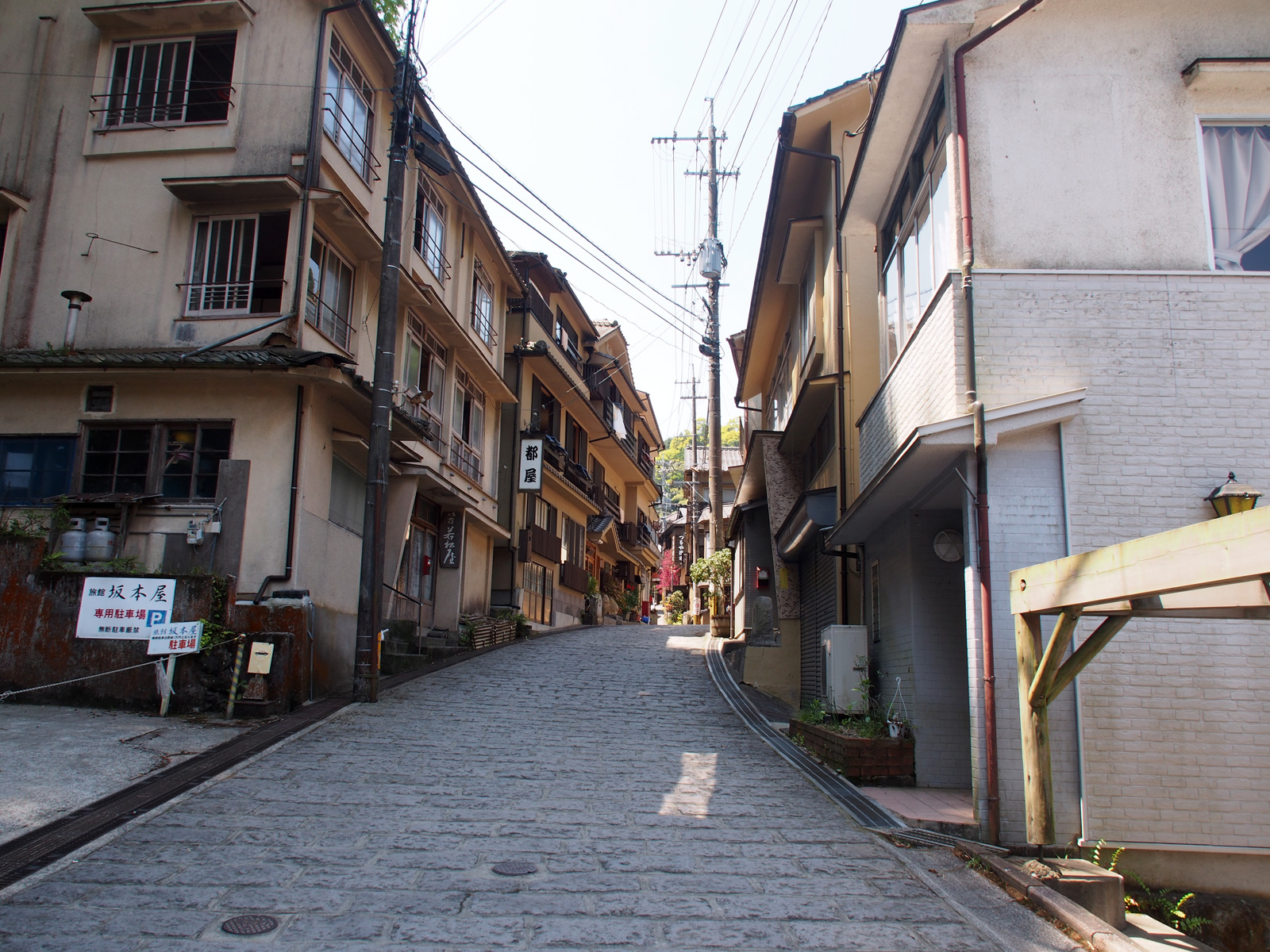
湯平温泉

### 温泉地
旧湯布院町にある温泉街は歓楽街を廃した町並みが特徴で、「東の軽井沢、西の湯布院」といわれる。他の温泉地に見受けられる、規模の大きい旅館が存在しないのもこの町の特徴である。
1959年、由布院温泉・湯平温泉が「湯布院温泉」として国民保養温泉地に指定された。2019年、塚原温泉・庄内温泉・挾間温泉を追加し、国民保養温泉地「湯布院温泉郷」として拡充指定された。
- 由布院温泉
- 湯平温泉
- 塚原温泉
- 庄内温泉
- 挾間温泉

### 名所・旧跡・観光スポット
- 金鱗湖
- 陣屋の村
- 大将軍公園
- 狭霧台
- 由布川峡谷
- 渓仙峡
- 白水鉱泉
- 男池湧水群

### 旧湯布院町内に数多くある小規模美術館・博物館
- マルク・シャガールゆふいん金鱗湖美術館
- ノーマン・ロックウェル湯布院美術館
- 由布院ステンドグラス美術館
- ゆふいんドーム美術館
- ドルドーニュ美術館
- 空想の森湯布院 アルテジオ空想の森美術館
- 湯布院夢美術館
- トリック3Dアート湯布院
- COMICO ART MUSEUM YUFUIN
- 湯布院創作人形館いま
- 古陶院中門コレクション
- 由夛加磯崎ギャラリー
- 湯布院のフクロウの森
- 末田美術館
- 由布高原美術館
- 花合野美術館
- 岩下コレクション
- 由布美術館
- 大分県立美術館
- わたくし美術館 (大分県)
- 湯布院ギター博物館
- ギャラリー金次郎 文人館
- 夢二工芸館
- 陶工房 游山
- 湯布院武将館
- 民族学博物館
- 大分香りの博物館
- 九州自動車歴史館 Yufuin Retro Motor Museum
- 由布院二輪車博物館

### 祭事・催事
- ゆふいん温泉まつり（4月）
- ゆふいん音楽祭（7月）
- 湯布院映画祭（8月）
- ゆふいん文化・記録映画祭
- ゆふいんこども映画祭
- 湯平大ソーメン流し（7月）
- ゆふいん盆地まつり（8月）
- 由布市挾間花火大会（8月）
- 牛喰い絶叫大会（10月）
- 庄内神楽
- はさまきちょくれまつり（11月）

## 由布市を舞台とした作品
- 男はつらいよ 花も嵐も寅次郎
- 風のハルカ（NHK連続テレビ小説）
- レジンキャストミルク（藤原祐によるライトノベル）：旧挾間町付近を中心に大分市付近までが挟間市とされて主要舞台となっている。

## 著名な出身者
- 河野克巳 - バレーボール
- 橋本崚 - 陸上競技（長距離走・マラソン）選手
- 楽駆 - 俳優